# Tandonia melanica
Tandonia melanica is een slakkensoort uit de familie van de Milacidae. De wetenschappelijke naam van de soort is voor het eerst geldig gepubliceerd in 1986 door Wiktor.